# Корина Крецу
Корина Крецу (на румънски: Corina Crețu) е румънски политик от Социалдемократическата партия.
Родена е на 24 юни 1967 година в Букурещ в семейството на университетски преподаватели - физик и психоложка. През 1989 година завършва Букурещката академия за икономически науки, след което работи като журналист, а от 1992 до 2004 година - в администрацията на президента Йон Илиеску, достигайки до поста ръководител на отдела за връзки с обществеността. От 2000 година е депутат в долната камара, от 2004 година - в горната камара на парламента, а от 2007 година - в Европейския парламент, където през 2014 година става заместник-председател. От 1 ноември 2014 година е европейски комисар за регионалната политика в Комисията „Юнкер“.
1. ↑  Curriculum vitae //   Камара на депутатите, 2 юни 2005 г. Посетен на 29 септември 2014 г.